# برونو پیرونه
برونو پیرونه (به پرتغالی: Bruno Caldini Perone) مدافع، هافبک اهل برزیل است که در شهر سائوپائولو و در تاریخ ۶ ژوئیهٔ ۱۹۸۷ به دنیا آمده‌است.
برونو پیرونه در تیم‌های فوتبال Noroeste سابقهٔ حضور دارد.